# Staniewicze
Staniewicze – wieś na Białorusi, w obwodzie grodzieńskim, przed II wojną światową w Polsce, w województwie białostockim, w powiecie grodzieńskim, w gminie wiejskiej Ejsymonty.
Wieś szlachecka położona była w końcu XVIII wieku w powiecie grodzieńskim województwa trockiego.
We wsi urodziła się miliarderka, kolekcjonerka dzieł sztuki, przedsiębiorca Barbara Piasecka Johnson.